# Lògica díode-transistor

Esquema de la porta bàsica DTL NAND de dues entrades. R3, R4 i V− desplacen la tensió de sortida positiva de l'etapa DL d'entrada per sota del sòl (per tallar el transistor a baixa tensió d'entrada).

La lògica díode-transistor (DTL) és una classe de circuits digitals que és l'avantpassat directe de la lògica transistor-transistor. S'anomena així perquè les funcions de porta lògica AND i OR es realitzen mitjançant la lògica del díode, mentre que la inversió lògica (NOT) i l'amplificació (que proporciona la restauració del senyal) es realitza mitjançant un transistor (en contrast amb RTL i TTL).

## Implementacions
El circuit DTL que es mostra a la primera imatge consta de tres etapes: una etapa lògica de díode d'entrada (D1, D2 i R1), una etapa de desplaçament de nivell intermedi (R3 i R4) i una etapa d'amplificador d'emissor comú de sortida (Q1 i R2). . Si les dues entrades A i B són altes (1 lògic; prop de V+), aleshores els díodes D1 i D2 tenen polarització inversa. Aleshores, les resistències R1 i R3 subministraran prou corrent per encendre Q1 (conduir Q1 a la saturació) i també subministraran el corrent necessari per R4. Hi haurà una petita tensió positiva a la base de Q1 (V BE, uns 0,3 V per al germani i 0,6 V per al silici). El corrent del col·lector del transistor activat farà baixar la sortida Q (0 lògic; V CE(sat), normalment menys d'1 volt). Si una o ambdues entrades són baixes, almenys un dels díodes d'entrada condueix i tira la tensió als ànodes a un valor inferior a uns 2 volts. Aleshores, R3 i R4 actuen com a divisor de tensió que fa que la tensió base de Q1 sigui negativa i, en conseqüència, desactiva Q1. El corrent del col·lector de Q1 serà essencialment zero, de manera que R2 augmentarà la tensió de sortida Q (lògic 1; prop de V+).

## Primera lògica de díodes amb inversor de transistors

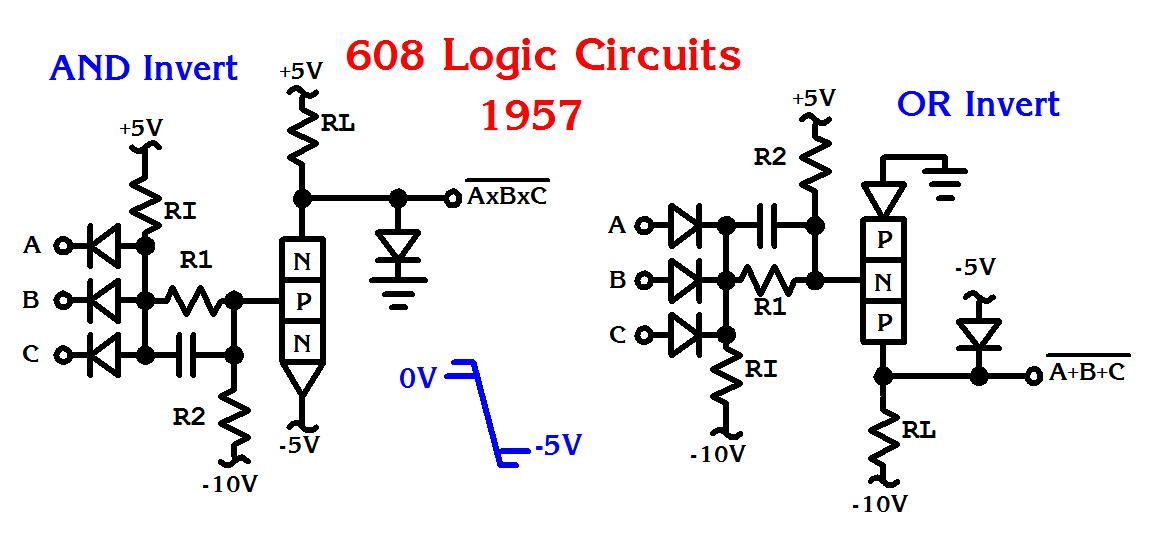
Circuits lògics NAND i NOR DTL tal com s'utilitzen a les targetes IBM 608. Els símbols de transistors PNP i NPN són els utilitzats per IBM.

Fins al 1952, IBM va fabricar transistors modificant els díodes de germani disponibles, després de la qual cosa van tenir la seva pròpia planta de fabricació de transistors d'unió d'aliatge a Poughkeepsie. A mitjans de la dècada de 1950, la lògica de díodes es va utilitzar a l'IBM 608, que va ser el primer ordinador totalment transistoritzat del món. Una sola targeta conté quatre circuits de dues vies o tres de tres o un de vuit. Tots els senyals d'entrada i sortida eren compatibles. Els circuits eren capaços de canviar de manera fiable polsos tan estrets com un microsegon.